# كاملة الكواري
أم محمد كاملة بنت محمد بن جاسم بن علي آل جهام الكُواري الحنبلية، عالمة قطرية في علوم الشريعة واللغة العربية، اشتهرت بعشرات الكتب والشروح العلمية.

## سيرتها
ولدت في مدينة الدوحة، قطر. حفظت القرآن وعمرها 17 سنة.
درست المراحل التعليمية في المدارس القطرية، وتخرجت من كلية الشريعة. عملها البكالوريوس في القانون والشريعة من كلية الشريعة بجامعة قطر بالدوحة، والماجستير من المعهد العالي للدراسات الإسلامية والعربية في مصر بـ عنوان: «الطلاق والخلع في الشريعة الإسلامية مقارنة بالقانون القطري». والدكتوراه من كلية الحقوق بالجامعة الزقازيق في مصر بـ عنوان: «موقف المجتهدين المسلمين من دلالة قضايا الأعيان في الأحوال الشخصية والحدود والشهادات في الفقه». وقد عملت باحثة شرعية بصندوق الزكاة قطر من سنة 2002م إلى سنة 2016م.
وهي باحثة شرعية في وزارة الأوقاف والشؤون الإسلامية.
لها مؤلفات في علوم التفسير، والعقيدة، والفقه، وأصول الفقه، والقواعد الفقهية، والسيرة، واللغة، والمنطق.

## مؤلفاتها
- تحفة الأبرار في أذكار طرفي النهار.
- الخلاصة في أصول الفقه.
- قدم العالم وتسلسل الحوادث بين شيخ الإسلام ابن تيمية والفلاسفة.
- المختصر من الممتع شرح زاد المستقنع.
- شرح نونية الشيخ عائض القرني.
- أحكام صلاة الكسوف.
- الوسيط في النحو.
- المجلى في شرح القواعد المثلى.
- تفسير غريب القرآن.
- التَّطْبيقُ الإعْرَابِيُّ على كتاب الوَسِيط في النَّحْو.
- شرح منظومة القَوَاعِد الفِقْهِيَّة.
- التحفة المكية شرح حائية ابن أبي داود الاعتقادية.
- السبك المعلى على القواعد المثلى.
- شرح كتاب التحبير في علوم القرآن والتفسير.
- العذب المعين في حل الفاظ منهج السالكين.
- الفوائد المسطورة في حل ألفاظ كتاب أعلام السنة المنشورة.
- المنهل النمير شرح نظم الحبير.
- الضوء الباهر في حل الفاظ روضة الناظر وجنة المناظر.
- التسهيل المقنع في حل ألفاظ الروض المربع.
- أفنان الصياغة في حل ألفاظ دروس البلاغة.
- البدر المنير في إضاءة إكليل الأمير على متن خليل.
- إعانة الموفق شرح السلم المنورق في علم المنطق.
- الإضافات في حل ألفاظ شرح المحلي على الورقات.
- إرشاد العدول لحل ألفاظ نهاية السول.
- شرح الشعراء الستة للأعلم الشنتمري ويليه شرح باقي المعلقات وقصيدة أبي طالب.
- الروضة الندية في شرح الأرجوزة المئية في ذكر حال أشرف البرية.